# Sterreria psammicola
Espèce
Synonymes
- Nemertoderma psammicola Sterrer, 1970

Sterreria psammicola est une espèce de némertodermatides de la famille des Nemertodermatidae, des vers marins microscopiques.

## Répartition
Cette espèce se rencontre dans l'océan Atlantique Nord, dans l'océan Pacifique Ouest et l'océan Indien Ouest.

## Description
Sterreria psammicola mesure jusqu'à 3,1 mm.

## Publication originale
- Sterrer, 1970 : Stamm: Plathelminthes. Fauna und Flora der Adria, p. 195-205.